# L'esploratore nell'Illuminismo
L'esplorazione è l'atto, comune a tutti gli animali non sessili, di ricercare, attraverso il movimento, informazioni sul proprio ambiente e trarne risorse. Nel caso dell'uomo, l'esplorazione consiste specialmente di operazioni di ricognizione geografica sia per scopi legati alla ricerca scientifica (in particolare geofisica, ma anche archeologia, antropologia, etnologia, economia), sia per lo sfruttamento commerciale (eventualmente coloniale) dei nuovi territori.
Prima dell'Illuminismo lo scopo principale delle esplorazioni era la volontà di conquista di nuovi territori. Fu solo con l'avvento del XVIII secolo, infatti, che il fine delle esplorazioni geografiche divenne la ricerca scientifica e la conoscenza della cultura dei popoli "selvaggi" che abitavano quei territori inesplorati. 
A causa di questo cambiamento gli uomini che salparono per mari inesplorati non erano più solamente uomini d'armi con una carriera militare alle spalle,  ma uomini di scienza come botanici, naturalisti e geografi.

## Stati protagonisti
Tra i numerosi Stati che si dedicarono alla scoperta del mondo sconosciuto i due maggiori protagonisti furono Francia e Inghilterra. Infatti fu proprio la Francia a realizzare la prima carta completa dell'Australia (seguita appena tre anni dopo dall'Inghilterra) a seguito del viaggio compiuto da Nicolas Baudin che con l'aiuto della sua squadra cartografò gran parte della Costa del Sud riconoscendo quella terra come un'isola.
Nel 1772 partirono due esplorazioni verso il polo opposto del continente.
Il più grande esploratore francese fu Jean-François de La Pérouse (Albi, 1741) che compì il più ambizioso viaggio in mare mai realizzato fino a quel momento, finanziato direttamente da Luigi XVI. Il suo obiettivo era valutare la possibile opportunità di vendere alla Cina le pelli di lontra ed esplorare i territori nei quali non era ancora arrivato il suo predecessore britannico: James Cook.
James Cook si imbarcò alla volta dell'Oceano Pacifico che lo portò sulle coste dell'Australia, delle Hawaii e della Nuova Zelanda. Egli fu il primo a raggiungere le coste del nuovo continente. Nel 1788 Danielle Clode affermerà infatti che gli inglesi possedevano il controllo dell'intero continente; la loro rivendicazione su di esso era però molto debole a causa delle continue esplorazioni francesi.
Rilevante è il fatto che Francia e Inghilterra, da sempre due Paesi rivali, non tentarono di ostacolarsi a vicenda nei reciproci tentativi di esplorazione. Infatti i sovrani di Inghilterra e Francia ordinarono alle loro flotte navali di non entrare in conflitto con quelle dello Stato nemico.

## Altri esploratori
Furono numerosi i viaggiatori che nel Settecento, spinti dal clima culturale condizionato dall'illuminismo, decisero di dedicarsi all’esplorazione delle terre sconosciute. Tra questi troviamo il veneziano Francesco Algarotti e il tedesco Alexander von Humboldt.
Desideroso di avvicinare la cultura e la scienza a un pubblico più vasto, il veneziano Francesco Algarotti, erudito poliglotta, letterato ed esperto di arte, visitò le corti più prestigiose, affascinando monarchi, nobili, matematici e filosofi. Egli riusciva a farsi capire da tutti utilizzando un linguaggio scientifico piuttosto semplice. Voglioso di conoscere il pensiero delle grandi menti, come Voltaire, si spinse oltre i confini italiani.
Nato a Berlino da una ricca casata prussiana, educato ai valori dell’Illuminismo e innamorato di Parigi, Humboldt diede i suoi primi contributi alla repubblica delle lettere come ispettore delle miniere.
Humboldt nel 1794 divenne amico intimo di Goethe, suo compagno di passeggiate e discussioni su poesia, natura, galvanismo e geologia. Intraprese poi il grande viaggio della sua vita esplorando le zone selvagge del Sudamerica. Mentre si avventurava in regioni impervie, misurava tutto: altitudine, umidità e temperatura. Addentrandosi nella foresta pluviale e scalando i vulcani, Humboldt sviluppò l’idea che la Terra fosse un unico grande organismo vivente in cui tutto era interconnesso. Per lui la natura era una trama globale di relazioni, un’immensa rete vitale priva di un piano trascendente.

## Eurocentrismo
Il punto di vista di Osterhammel sulla questione dell’eurocentrismo.
Nonostante il Settecento sia stato un secolo di grande innovazione, soprattutto per quanto riguarda le esplorazioni geografiche, non mancarono giudizi e perplessità riguardanti proprio questo ambito.
In particolare, Jürgen Osterhammel, storico tedesco appena insignito del prestigioso premio Balzan, nel suo libro Unfabling the East (Princeton University Press), risponde ad alcuni dubbi riguardanti il problema dell’eurocentrismo durante il periodo illuminista.
L’autore difende l’Illuminismo dalle accuse di essere stato condiscendente o persino razzista nei confronti del resto del mondo. L’esame delle opere sull’Asia di centinaia di viaggiatori e autori rivela una stupefacente ampiezza di interessi e di interrogativi rispetto alle popolazioni dell’Asia, da quelle dell’Impero ottomano al Giappone. Egli afferma che è superficiale ridurre al semplice contrasto tra sinofilia e sinofobia l’interesse europeo verso la Cina. Gli osservatori europei cercarono di cogliere e comprendere la specificità delle varie società asiatiche, studiando l’Asia in un quadro comparativo della natura umana e delle gerarchie sociali, di giustizia, politica e progresso storico.
Osterhammel ritiene che l’eurocentrismo sia un concetto estremamente vago che abbraccia estremi come la violenza contro i non europei fino alla difesa pacifica dei valori europei. Tranne un numero esiguo di convertiti a religioni non cristiane, tutti gli europei del Settecento erano eurocentrici secondo i parametri della teoria post-coloniale di oggi. Egli trova questo anacronistico e molto moralistico.  Piuttosto, secondo lui, dovremmo distinguere tra tipi e gradi di eurocentrismo. Inclusivo significa sottolineare le analogie tra gli europei e loro e sostenere la visione di un'integrazione finale. Esclusivo evidenzia le differenze e le gerarchie incolmabili, da cui l’Occidente esce sempre trionfante. Oggi l’eurocentrismo esclusivo sta ricomparendo nelle spaventose forme del suprematismo bianco finora molto più presente in America (anche in quella del Sud) che in Europa. Eurocentrismo non può più quindi essere il termine appropriato.